# Karl Wilhelm Wach
Karl Wilhelm Wach, född den 11 september 1787 i Berlin, död där den 24 november 1845, var en tysk målare. Han var bror till Henriette Paalzow.
Wach var i Berlin elev av Kretschmar och av akademien. Hanh var den förste tyske målare, som efter krigsåren sökte fransk skola. Han studerade 1815 i Paris för David och Gros, vistades 1817-19 i Italien och var sedan verksam i Berlin, där han blev professor vid akademien. Han utförde många religiösa målningar i protestantisk anda (bland annat en madonnabild mellan Luther och Melanchthon), De nio muserna, plafond i Schauspielhaus, kartonger till glasfönster och porträtt.